# It Won’t Be Soon Before Long
It Won’t Be Soon Before Long ist das zweite Studioalbum der US-amerikanischen Rockband Maroon 5, das im Mai 2007 erschien.

## Entstehung und Veröffentlichung
Die Erstveröffentlichung von It Won’t Be Soon Before Long erfolgte am 16. Mai 2007 bei A&M Records (Katalognummer: UICA-1031). Das Album erschien in seiner Originalausführung als CD, Download und LP. Während die LP-Ausführung zwölf Titel umfasst, wurde die CD- und Download-Ausführung um den Titel Infatuation erweitert. Zum Zeitpunkt der Veröffentlichung erschienen weltweit diverse verschiedene Ausführungen, die sich durch die Anzahl und Auswahl der Bonustitel unterscheiden.
Geschrieben wurden alle Lieder der Standardausführung, mit Ausnahme von Back at Your Door, von Frontmann Adam Levine. Dieser wurde jedoch zumeist von seinen Bandkollegen Jesse Carmichael, Mickey Madden und James Valentine unterstützt. Carmichael zeichnete zudem alleine für den Schreibprozess von Back at Your Door verantwortlich. Der einzige externe Autor ist Eric Valentine beim Eröffnungstitel If I Never See Your Face Again. Die Produktion erfolgte teilweise ebenfalls durch die Maroon-5-Mitglieder sowie Mike Elizondo, Mark Endert, Sam Farrar, Mark Stent und ebenfalls Eric Valentine.

## Titelliste
1. If I Never See Your Face Again (Adam Levine/James Valentine) (Produziert von Mike Elizondo, Mark „Spike“ Stent und Maroon 5) – 3:21
2. Makes Me Wonder (Adam Levine/Jesse Carmichael/Mickey Madden) (Produziert von Mark Endert und Maroon 5) – 3:31
3. Little of Your Time (Adam Levine) (Produziert von Eric Valentine und Maroon 5) – 2:17
4. Wake Up Call (Adam Levine/James Valentine) (Produziert von Mike Elizondo, Mark „Spike“ Stent, Sam Farrar und Maroon 5, co-produziert von Mark Endert) – 3:21
5. Won’t Go Home Without You (Adam Levine) (Produziert von Mike Elizondo, Mark „Spike“ Stent und Maroon 5) – 3:51
6. Nothing Lasts Forever (Adam Levine) (Produziert von Mike Elizondo, Mark „Spike“ Stent und Maroon 5) – 3:07
7. Can’t Stop (Adam Levine/James Valentine) (Produziert von Eric Valentine und Maroon 5) – 2:32
8. Goodnight Goodnight (Adam Levine) (Produziert von Mike Elizondo, Mark „Spike“ Stent und Maroon 5) – 4:03
9. Not Falling Apart (Adam Levine) (Produziert von Mike Elizondo, Mark „Spike“ Stent und Maroon 5) – 4:03
10. Kiwi (Adam Levine/Jesse Carmichael) (Produziert von Mike Elizondo, Mark „Spike“ Stent und Maroon 5) – 3:34
11. Better That We Break (Adam Levine) (Produziert von Mike Elizondo, Mark „Spike“ Stent und Maroon 5) – 3:06
12. Back at Your Door (Adam Levine/Jesse Carmichael) (Produziert von Mark Endert und Maroon 5) – 3:47

### Bonustitel
- Figure It Out – 2:59 (iTunes-Veröffentlichung)
- Infatuation – 4:25 (Asien, Deutschland, Österreich, Großbritannien, Australien, Neuseeland und Andere)
- Miss You Love You – 3:11 („US Best Buy“ – Veröffentlichung; auch auf der B-Seite der Single-Auskopplung von Won’t Go Home Without You)
- Story – 4:33 („US Circuit City“ – Veröffentlichung; auch auf der B-Seite der Single-Auskopplung von Makes Me Wonder)
- Until You’re Over Me – 3:15 (Großbritannien, Australien, Neuseeland, Japan)
- Losing My Mind – 3:21 (Japan; auch auf der B-Seite der Single-Auskopplung von Wake Up Call)
- The Way I Was – 4:20 (iTunes; auch auf der B-Seite der Single-Auskopplung von Makes Me Wonder)

### Limited Deluxe Edition (Australien)
1. Until You’re Over Me – 3:15
2. Infatuation – 4:25
3. Losing My Mind – 3:21
4. Wake Up Call (Mark Ronson Remix feat. Mary J. Blige) – 3:16
5. The Way I Was – 4:20
6. Story – 4:33
7. Won’t Go Home Without You [Acoustic] – 4:06

## Singleauskopplungen
| Jahr | Titel                          | Höchstplatzierung, Gesamtwochen, AuszeichnungChartplatzierungen (Jahr, Titel, , Platzierungen, Wochen, Auszeichnungen, Anmerkungen) | Höchstplatzierung, Gesamtwochen, AuszeichnungChartplatzierungen (Jahr, Titel, , Platzierungen, Wochen, Auszeichnungen, Anmerkungen) | Höchstplatzierung, Gesamtwochen, AuszeichnungChartplatzierungen (Jahr, Titel, , Platzierungen, Wochen, Auszeichnungen, Anmerkungen) | Höchstplatzierung, Gesamtwochen, AuszeichnungChartplatzierungen (Jahr, Titel, , Platzierungen, Wochen, Auszeichnungen, Anmerkungen) | Höchstplatzierung, Gesamtwochen, AuszeichnungChartplatzierungen (Jahr, Titel, , Platzierungen, Wochen, Auszeichnungen, Anmerkungen) | Anmerkungen                                                            |
| Jahr | Titel                          | DE | AT | CH | UK | US | Anmerkungen                                                            |
| ---- | ------------------------------ | --- | --- | --- | --- | --- | ---------------------------------------------------------------------- |
| 2007 | Makes Me Wonder                | DE11 (11 Wo.)DE | AT12 (20 Wo.)AT | CH14 (26 Wo.)CH | UK2 Silber · (17 Wo.)UK | US1 ×3Dreifachplatin · (26 Wo.)US                                                                                                   | Erstveröffentlichung: 27. März 2007 Verkäufe: + 4.132.500              |
| 2007 | Wake Up Call                   | DE41 (11 Wo.)DE | AT17 (21 Wo.)AT | CH12 (24 Wo.)CH | UK33 (10 Wo.)UK | US19 ×2Doppelplatin · (22 Wo.)US | Erstveröffentlichung: 17. Juli 2007 Verkäufe: + 2.450.000              |
| 2007 | Won’t Go Home Without You      | DE11 (17 Wo.)DE | AT16 (21 Wo.)AT | CH65 (3 Wo.)CH | UK44 (7 Wo.)UK | US48 ×2Doppelplatin · (20 Wo.)US | Erstveröffentlichung: 19. November 2007 Verkäufe: + 2.570.000          |
| 2008 | If I Never See Your Face Again | — | AT54 (2 Wo.)AT | CH52 (9 Wo.)CH | UK28 (11 Wo.)UK | US51 Platin · (20 Wo.)US | Erstveröffentlichung: 2. Mai 2008 Verkäufe: + 1.249.000; feat. Rihanna |
| 2008 | Goodnight Goodnight            | — | — | — | — | — | Erstveröffentlichung: 3. November 2008                                 |

## Kommerzieller Erfolg

### Chartplatzierungen
It Won’t Be Soon Before Long avancierte zum Nummer-eins-Erfolg in den US-amerikanischen Billboard 200 sowie den britischen Albumcharts.
| ChartsChartplatzierungen       | Höchstplatzierung | Wochen |
| ------------------------------ | ----------------- | ------ |
| Deutschland (GfK)              | 6 (27 Wo.)        | 27     |
| Österreich (Ö3)                | 14 (11 Wo.)       | 11     |
| Schweiz (IFPI)                 | 6 (24 Wo.)        | 24     |
| Vereinigte Staaten (Billboard) | 1 (84 Wo.)        | 84     |
| Vereinigtes Königreich (OCC)   | 1 (38 Wo.)        | 38     |

| ChartsJahrescharts (2007)      | Platzierung |
| ------------------------------ | ----------- |
| Schweiz (IFPI)                 | 68          |
| Vereinigte Staaten (Billboard) | 21          |
| Vereinigtes Königreich (OCC)   | 48          |

| ChartsJahrescharts (2008)      | Platzierung |
| ------------------------------ | ----------- |
| Vereinigte Staaten (Billboard) | 59          |

### Auszeichnungen für Musikverkäufe
| Land/Region                  | Auszeichnungen für Musikverkäufe (Land/Region, Auszeichnung, Verkäufe) | Verkäufe  |
| ---------------------------- | ---------------------------------------------------------------------- | --------- |
| Argentinien (CAPIF)          | Platin                                                                 | 40.000    |
| Australien (ARIA)            | 2× Platin                                                              | 140.000   |
| Deutschland (BVMI)           | Gold                                                                   | 100.000   |
| Finnland (IFPI)              | Gold                                                                   | 10.000    |
| Irland (IRMA)                | Gold                                                                   | 7.500     |
| Japan (RIAJ)                 | Platin                                                                 | 250.000   |
| Kanada (MC)                  | Platin                                                                 | 100.000   |
| Mexiko (AMPROFON)            | 3× Gold                                                                | 150.000   |
| Neuseeland (RMNZ)            | Gold                                                                   | 7.500     |
| Norwegen (IFPI)              | Gold                                                                   | 15.000    |
| Russland (NFPF)              | Platin                                                                 | 20.000    |
| Singapur (RIAS)              | Gold                                                                   | 5.000     |
| Vereinigte Staaten (RIAA)    | 2× Platin                                                              | 2.379.000 |
| Vereinigtes Königreich (BPI) | Platin                                                                 | 413.000   |
| Insgesamt                    | 7× Gold · 10× Platin ·                                                 | 3.651.000 |

Hauptartikel: Maroon 5/Auszeichnungen für Musikverkäufe